# Sergio Ottolina
Sergio Ottolina (Lentate sul Seveso, 23 novembre 1942 – 28 aprile 2023) è stato un velocista e bobbista italiano, che fu primatista europeo dei 200 metri piani.

## Biografia

Sergio Ottolina

Fu due volte campione italiano dei 100 metri (1963 e 1964) e altrettante dei 200 (1964 e 1966). Si affermò in campo internazionale stabilendo il record europeo dei 200 metri il 21 giugno 1964 a Saarbrücken con il tempo di 20"4, migliorando il primato precedente (20"5) stabilito da Livio Berruti alle Olimpiadi del 1960.
Lo stesso anno partecipò ai Giochi della XVIII Olimpiade di Tokyo conquistando l'accesso a due finali: quella dei 200 metri, conclusa all'ottavo posto, e quella della staffetta 4×100 metri (composta da Berruti, Preatoni, Ottolina e Giannattasio), che giunse settima.
Quattro anni dopo, ai Giochi della XIX Olimpiade di Città del Messico, raggiunse nuovamente la finale con la staffetta veloce (questa volta composta da Ottolina, Preatoni, Sguazzero e Berruti), che ripeté lo stesso piazzamento dei Giochi precedenti.
Fu costretto a terminare la carriera da un incidente motociclistico alla vigilia delle Olimpiadi di Monaco del 1972. 
Nel 1976 fu membro dell'equipaggio di bob a 4 che giunse terzo ai campionati italiani.

## Palmarès
| Anno | Manifestazione          | Sede              | Evento      | Risultato | Prestazione | Note |
| ---- | ----------------------- | ----------------- | ----------- | --------- | ----------- | ---- |
| 1962 | Europei                 | Belgrado          | 200 metri   | Bronzo    | 20"8        |      |
| 1963 | Giochi del Mediterraneo | Napoli            | 200 m piani | Bronzo    | 21"6        |      |
| 1963 | Giochi del Mediterraneo | Napoli            | 4×100 m     | Oro       | 40"1        |      |
| 1964 | Giochi olimpici         | Tokyo             | 200 metri   | 8º        | 20"9        |      |
| 1964 | Giochi olimpici         | Tokyo             | 4×100 metri | 7º        | 39"5        |      |
| 1968 | Giochi olimpici         | Città del Messico | 400 metri   | batteria  | 46"7        |      |
| 1968 | Giochi olimpici         | Città del Messico | 4×100 metri | 7º        | 39"2        |      |
| 1968 | Giochi olimpici         | Città del Messico | 4×400 metri | 7º        | 3'04"6      |      |